# Монастырево (Тверская область)
Монастырево — деревня в Торопецком районе Тверской области в Волокском сельском поселении. Ныне нежилая.

## Этимология
Предположительно, название "Монастырёво" образовано по принадлежности в прошлом данного селения монастырю.

## География
Расположена примерно в 6 километрах к северо-западу от села Волок на реке Серёжа.

## История
Другое название деревни — Зуи́.
На топографической карте Фёдора Шуберта, изданной в 1871 году, обозначена деревня Зуи. Имела 12 дворов.
В списке населённых мест Псковской губернии за 1885 год значится деревня Зуи (Монастырёво). Галибице-Немчиновская волость Холмского уезда. 14 дворов, 98 жителей.
На карте РККА 1923—1941 годов обозначены деревни Монастырёво (38 дворов) и Зуи (10 дворов). У южной окраины деревни обозначено здание монастыря.
В 50-60 годы 20 века Монастырёво входило в состав колхоза "Красноармеец" (центр - д. Мерелёво). В послевоенный период в деревне существовала начальная школа.

## Население
Население по переписи 2002 года — 10 человек, по переписи 2010 — 1 человек, в 1959 году проживало 95 человек в 33 дворах.